# گوکو
سون گوکو (به انگلیسی: Son Goku) یک شخصیت خیالی و قهرمان اصلی مجموعه مانگای دراگون بال است که توسط آکیرا توریاما ساخته شده‌است. او بر پایهٔ سان ووکونگ (معروف به سون گوکو در ژاپن و مانکی کینگ در غرب)، شخصیت اصلی رمان کلاسیک چینی سیر باختر (قرن شانزدهم)، ترکیب‌شده با تأثیرات فیلم‌های هنرهای رزمی هنگ کنگ جکی چان و بروس لی ساخته شده‌است. گوکو نخستین بار در اولین فصل از دراگون بال، بولما و سون گوکو، که در ابتدا در هفته‌نامه شونن جامپ ژاپن در ۳ دسامبر ۱۹۸۴ منتشر شد، شروع به کار کرد. او به عنوان پسری عجیب و غریب و دم‌میمونی معرفی می‌شود که هنرهای رزمی انجام می‌دهد و دارای قدرت فوق بشری است. او با بولما ملاقات می‌کند و در سفری به او می‌پیوندد تا هفت اژدهای آرزو را پیدا کند. او در طول راه دوستان جدیدی پیدا می‌کند که او را در سفر دنبال می‌کنند تا به یک مبارز قوی‌تر تبدیل شوند. با بزرگ‌شدن گوکو، او به قدرتمندترین جنگجوی زمین تبدیل می‌شود و با کمک دوستان و خانواده‌اش با طیف گسترده‌ای از شروران مبارزه می‌کند، در حالی که در این فرایند متحدان جدیدی نیز به دست می‌آورد.
او که به عنوان عضوی از نژاد ساییان با نام کاکاروت (به انگلیسی: Kakarot) در سیاره وجتا به دنیا آمد، به عنوان یک نوزاد و پیش از نابودی جهان زادگاهش به دست گوکو (به دستور بیروس) به زمین فرستاده شد. سون گوکوی نوزاد پس از ورود به زمین توسط سون گوهان کشف می‌شود که پدربزرگ او شده و نام گوکو را به او می‌دهد. این پسر در ابتدا به دلیل ماهیت سایانی‌اش پر از خشونت و پرخاشگری است تا اینکه یک ضربه مغزی او را به فردی شاد و بی‌خیال تبدیل می‌کند. مهربانی و آموزه‌های پدربزرگ گوهان به تأثیر بیشتر بر گوکو کمک می‌کند، که بعداً به افتخار او، اولین پسرش را گوهان نامید.
گوکو به عنوان قهرمان دراگون بال در اکثر قسمت‌ها، فیلم‌ها، فیلم‌های ویژه تلویزیونی و اووی‌ای‌های اقتباس‌های انیمه مانگا (دراگون بال، دراگون بال زد) و دنباله‌ها (دراگون بال جی‌تی، دراگون بال سوپر) و همچنین در بسیاری از قسمت‌ها ظاهر می‌شود. از بازی‌های ویدیویی این فرنچایز، با توجه به محبوبیت بین‌المللی سریال، گوکو به یکی از شناخته‌شده‌ترین و نمادین‌ترین شخصیت‌های مانگا/انیمه در سراسر جهان تبدیل شد. خارج از فرنچایز دراگون بال، گوکو در سریال خود تقلیدکننده توریاما نکو ماژین زی ظاهر شده‌است و موضوع تقلیدهای دیگر بوده و همچنین در رویدادهای ویژه ظاهر شده‌است. به دلیل موفقیت محدود سری اول در خارج از کشور، اکثر مخاطبان غربی با نسخهٔ بزرگسال گوکو که در انیمه دراگون بال زد ظاهر می‌شود، آشنا شدند، که خود برخلاف شکل اولیه کودک او، اقتباسی از مجلدات ۱۷ تا ۴۲ مانگای دراگون بال بود. استقبال منتقدان از گوکو تا حد زیادی مثبت بوده‌است، اما نقش کمتر قهرمانی او در دراگون بال سوپر مورد انتقاد قرار گرفته‌است.

## بازخورد
گوکو در فهرست‌های بی‌شماری به عنوان «برترین» شخصیت ظاهر شده‌است. او در فهرست ۲۵ شخصیت برتر انیمه تمام دوران آی‌جی‌ان در سال ۲۰۰۹ در رتبه اول قرار گرفت و در سال ۲۰۱۴ باری دیگر در همان فهرست ظاهر شد، اما در این مورد در رتبه سوم پس از اسپایگ اشپیگل از کابوی بیباپ و نئون جنسیس اونگلیون از شینجی ایکاری قرار گرفت و منتقدان نوشتند: «او از بسیاری جهات شخصیتی است که روندهای زمانی خود را شکست داده و مسیر مانگا/انیمه شونن را برای چندین دهه مشخص می‌کند.» توماس زوت در ۱۰ قهرمان انیمه نمادین مانیا انترتینمنت اظهار داشت که «گوکو و دراگون بال انقلابی را در مانگای شونن ایجاد کردند.»